# Dalle funéraire de Jacques Thibault le Jeune
La dalle funéraire de Jacques Thiboust le Jeune (1544) est une dalle funéraire du XVIe siècle. Elle se trouve dans l'église Saint-Béat à Épône, une commune du département des Yvelines dans la région Île-de-France en France. Elle a été classée monument historique au titre d'objet le 16 janvier 1905.
Cette dalle en calcaire représente l'effigie de Jacques Thiboust le Jeune.